# ベタ記事
ベタ記事（ベタきじ）とは、新聞などの紙面下部に並べられた記事の俗称である。

## 解説
主要でない（たとえば地域の事故や芸能関連など）報道や記事などを載せる。活字が敷き詰められているところから「ベタ」と呼ばれる。編集局内では○面○段と数字を入れて細かく記事を指定することもある。
基本的に1段程度で構成されているものが多い。はじめはベタ記事扱いされていても、後になってから大事件の前触れであったことが判明する場合もある。